# Andrástelke
Andrástelke (vagy Felsőroglatica vagy Angyalbandi, szerbül: Gornja Rogatica, Горња Рогатица) falu Szerbiában, a Vajdaságban, a Észak-bácskai körzetben, Topolya községben.

## Demográfiai változások
| 1948 | 1953 | 1961 | 1971 | 1981 | 1991 | 2002 |
| ---- | ---- | ---- | ---- | ---- | ---- | ---- |
| 821  | 780  | 776  | 711  | 624  | 587  | 477  |